# 佛深城际动车组列车
佛深城际动车组列车是中华人民共和国中国铁路高速所已停运的一条城际客运路线，往来佛山西站及深圳站，列车经由南广铁路、广茂铁路和广深铁路。曾由广州局集团广九客运段负责客运任务，目前因廣湛高鐵興建已經停運。
截至2023年10月，佛山西站至深圳站间每天开行4对城际列车，列车采用的车次为C7099/7098、C7100/7097、C7114/7111和C8079/8，列车在广州站和三眼桥线路所切换上下行车次，惟同年10月11日起前述車次已經停運。
往来佛山西站与广深铁路沿线，还可以选择在广州站中转，另外也有从佛山西站始发或途径佛山西站的高速动车组列车经广州南站前往深圳北站/福田站。

## 背景
当前，大部分经停佛山西站前往广州的动车组列车会抵达广州南站，但是前往广州站的动车服务却相对较少，如要沿广深铁路前往沿线城镇，则大部分情况下需要选择在广州站转乘城际动车组，相对不便。与此同时，虽然广深动车组列车班次频密，但是受普速列车、广深港高铁、高速公路大巴和城际公交竞争，需要开拓新的客源提高动车上座率。
春运期间，部分广州南站往广西、贵州方向的动车组列车会调整到佛山西站始发终到，以缓解广州南站的人流压力。但佛山西站离广深城镇仍有距离，在2020年春运期间，广州局集团加开了佛山西站往深圳站的C9XXX次临时城际动车组疏导春运客流，在7月调图时正式将春运临时往返佛山西站和深圳站间的动车组列车常态化开行，变相拓宽广深动车组列车部分班次的服务范围。

## 历史
2020年7月1日，配合全国范围内2020年度第三次铁路调图，广铁集团增开了往返佛山西站和深圳站的普通动车组3对。
2021年4月10日，配合新一轮铁路调图，往返佛山西站与深圳的动车组改为对开2班，并调整列车车次为C字头
。
2023年10月11日起，因应全國鐵路調整運行圖，為配合廣州至湛江高速鐵路動工，廣茂線廣州至街邊站區間停用、廣州至佛山西聯絡線拆除，佛山西至深圳羅湖城際列车正式停運。

## 时刻表
- 以下数据截至2021年4月10日：

| 里程 | C7100/097/100次 | C7100/097/100次 | C7114/1/4次 | C7114/1/4次 | 停靠站 | C7099/8/9次 | C7099/8/9次 | C8079/8/9次 | C8079/8/9次 | 里程 |
| 里程 | 到点            | 开点            | 到点        | 开点        | 停靠站 | 到点        | 开点        | 到点        | 开点        | 里程 |
| ---- | --------------- | --------------- | ----------- | ----------- | ------ | ----------- | ----------- | ----------- | ----------- | ---- |
| 177  | 09:01           | －              | 15:27       | －          | 佛山西 | －          | 09:48       | －          | 16:03       | 0    |
| 147  | 08:35           | 08:41           | 14:58       | 15:06       | 广州   | 10:10       | 10:19       | 16:32       | 16:38       | 30   |
| 139  | 08:18           | 08:25           | 14:40       | 14:48       | 广州东 | 10:29       | 10:39       | 16:48       | 17:00       | 38   |
| 76   | 07:41           | 07:43           | 14:02       | 14:04       | 东莞   | 11:06       | 11:08       | ↓           | ↓           | 101  |
| 57   | ↑               | ↑               | 13:49       | 13:51       | 常平   | 11:19       | 11:21       | ↓           | ↓           | 120  |
| 0    | －              | 07:06           | －          | 13:22       | 深圳   | 11:56       | －          | 18:10       | －          | 177  |

## 使用列车
佛深动车组列车使用配属广州局集团广州动车段广州东动车运用所的CRH1A，编组如下：
| 车厢编号 | 1           | 2-4         | 5                 | 6-7         | 8           |
| 车型     | ZY 一等座车 | ZE 二等座车 | ZEC 二等座车/餐车 | ZE 二等座车 | ZY 一等座车 |

所有往返佛山西站和深圳站的动车组列车均与广深城际动车组列车套跑。